# Comuna Șahvorostivka, Korostîșiv
Șahvorostivka (în ucraineană Шахворостівська сільська рада) este o comună în raionul Korostîșiv, regiunea Jîtomîr, Ucraina, formată din satele Horihove, Kulișivka, Mașîna, Osîkove, Osîkovîi Kopeț, Șahvorostivka (reședința) și Trîkopți.

## Demografie
Componența lingvistică a comunei Șahvorostivka
     Ucraineană (97,86%)
     Rusă (1,07%)
     Alte limbi (0,59%)
Conform recensământului din 2001, majoritatea populației comunei Șahvorostivka era vorbitoare de ucraineană (97,86%), existând în minoritate și vorbitori de rusă (1,07%).